# Ratosnya község
Ratosnya község (románul: Comuna Răstolița) község Maros megyében, Romániában. Központja Ratosnya, beosztott falvai Andrenyásza, Borziatelep, Galonya, Jódtelep.

## Népessége
A 2011-es népszámlálás adatai alapján a község népessége 2073 fő volt.